# Christine Vink
Christine Vink (16 de marzo de 1972) es una deportista neerlandesa que compitió en remo. Ganó dos medallas de bronce en el Campeonato Mundial de Remo, en los años 1998 y 2001, ambas en la prueba de cuatro sin timonel.

## Palmarés internacional
| Campeonato Mundial | Campeonato Mundial | Campeonato Mundial | Campeonato Mundial |
| Año                | Lugar              | Medalla            | Prueba             |
| ------------------ | ------------------ | ------------------ | ------------------ |
| 1998               | Colonia (Alemania) | Medalla de bronce  | Cuatro sin timonel |
| 2001               | Lucerna (Suiza)    | Medalla de bronce  | Cuatro sin timonel |